# Куп пет нација 1964.
Куп пет нација 1964. (службени назив: 1964 Five Nations Championship) је било 70. издање овог најелитнијег репрезентативног рагби такмичења Старог континента. а 35. издање Купа пет нација.
Прво место су поделили Шкотска и Велс.

## Такмичење
Шкотска - Француска 10-0
Енглеска - Велс 6-6
Велс - Шкотска 11-3
Енглеска - Ирска 5-18
Француска - Енглеска 3-6
Ирска - Шкотска 3-6
Ирска - Велс 6-15
Велс - Француска 11-11
Шкотска - Енглеска 15-6
Француска - Ирска 27-6

## Табела
|   | Селекција                      | ИГ | Д | Н | И | ПД | ПП | ПР  | Б |  |
| - | ------------------------------ | -- | - | - | - | -- | -- | --- | - |  |
| 1 | Рагби репрезентација Велса     | 4  | 2 | 2 | 0 | 43 | 26 | +17 | 6 |  |
| 1 | Рагби репрезентација Шкотске   | 4  | 3 | 0 | 1 | 34 | 20 | +14 | 6 |  |
| 3 | Рагби репрезентација Француске | 4  | 1 | 1 | 2 | 41 | 33 | +8  | 3 |  |
| 4 | Рагби репрезентација Енглеске  | 4  | 1 | 1 | 2 | 23 | 42 | -19 | 3 |  |
| 5 | Рагби репрезентација Ирске     | 4  | 1 | 0 | 3 | 33 | 53 | -20 | 2 |  |